# Golpe de Estado en Siria de diciembre de 1949
El golpe de Estado en Siria en diciembre de 1949, también conocido como el Movimiento de los Coroneles ocurrió el 19 de diciembre de 1949 y se considera el tercer golpe de Estado militar en la historia de Siria. El movimiento fue ejecutado por el coronel Adib Shishakli, quien puso fin a la hegemonía de Sami al-Hinnawi en la política siria, que había comenzado cuatro meses antes con un golpe militar en agosto.

## Contexto político
Tras el golpe de Estado de agosto de 1949, Sami al-Hinnawi nombró a Hashim al-Atassi como primer ministro. En las elecciones parlamentarias de ese año, el Partido Popular, de tendencia pro-iraquí, obtuvo mayoría de escaños y respaldó los esfuerzos de Hinnawi para implementar el Plan del Creciente Fértil.
Previamente al golpe, Adib Shishakli contaba con el apoyo de Akram al-Hawrani, su amigo personal y colega desde la guerra árabe-israelí de 1948. La conspiración también recibió el apoyo del teniente Fadlallah Abu Mansour, con quien Shishakli se reunió en Qaboun, cerca de Damasco, para discutir la acción.

## El golpe
Al frente de la Primera Brigada, Adib Shishakli lanzó su movimiento anti-Irak el 19 de diciembre, con el objetivo de expulsar a la facción de Sami al-Hinnawi. El golpe fue desencadenado por la decisión de Hinnawi de nombrar al mayor Subhi Ibara como el nuevo comandante del batallón blindado local. Esta medida fue vista como un ultraje por los conspiradores, ya que el comandante anterior, Amin Abu Assaf, se había unido al movimiento de Shishakli. Los conspiradores rápidamente arrestaron al nuevo comandante, y a las 5:30 a.m., vehículos blindados comenzaron a avanzar hacia Damasco.

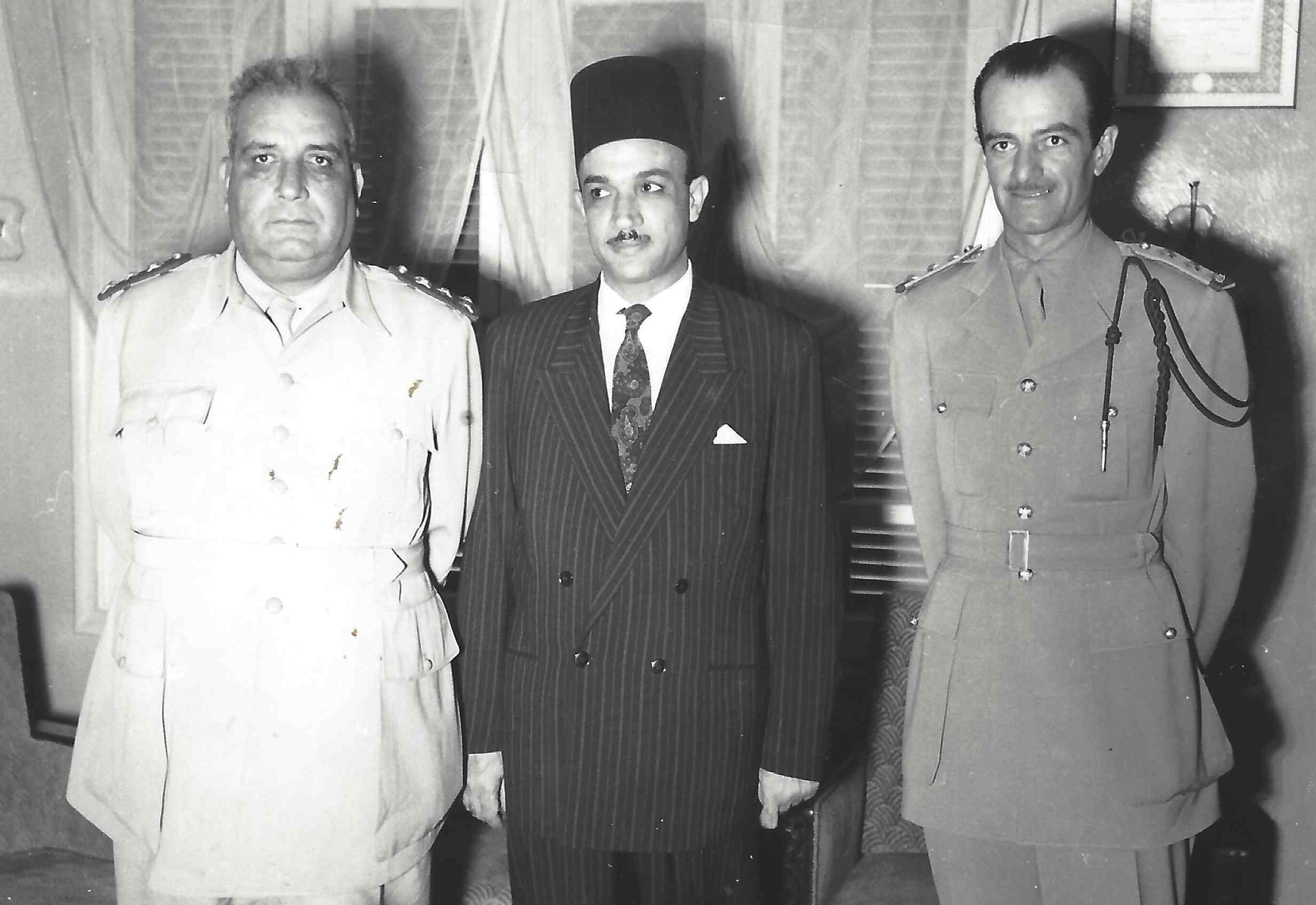
Sami al-Hinnawi junto a Muhammad As'ad Talas y Khaled Jada.

Las fuerzas de Shishakli tomaron entonces el control de edificios gubernamentales, un banco y una estación de radio. Los militares también rodearon la casa del presidente Hashim al-Atassi. Tras una breve batalla, las fuerzas de Shishakli lograron detener a Hinnawi y a varios oficiales asociados al régimen. Las fuerzas golpistas también buscaron arrestar a otras figuras clave vinculadas a Hinnawi, incluyendo a: Muhammad As'ad Talas, cuñado de Hinnawi, Mahmoud al-Rifa'i, director del Segundo Bureau, y Muhammad Ma'ruf, jefe de la policía militar. Sin embargo, As'ad Talas, quien había desempeñado un papel crucial en las negociaciones con Irak, logró escapar del país con la ayuda de un ministro iraquí.
Tras ser capturado, Sami al-Hinnawi fue trasladado a la prisión de Mezzeh, donde permaneció hasta septiembre de 1950, cuando fue liberado y exiliado al Líbano. Poco tiempo después, fue asesinado por Hersho al-Barazi, un pariente del primer ministro Muhsin al-Barazi, quien había sido ejecutado por Hinnawi durante su golpe militar en agosto.
En un comunicado transmitido por Radio Damasco, Shishakli denunció las maniobras del jefe del ejército Sami al-Hinnawi y su adjunto As'ad Talas, acusándolos de "conspirar contra el sistema republicano de Siria". Shishakli anunció que actuó para evitar una unión con Irak y preservar la independencia de Siria. Shishakli decidió no remover al gobierno civil de Siria, manteniendo al presidente y al primer ministro en sus cargos.A cambio de la presidencia de Atassi, Shishakli creó el Consejo de Coroneles (más tarde reemplazado por el Consejo Militar Supremo), un organismo compuesto por oficiales militares que representaban a minorías sirias, lo que le permitió a Shishakli ejercer influencia sobre la gobernanza.

## Consecuencias
El golpe de diciembre de 1949 inauguró un período de gobierno dual en Siria, caracterizado por una autoridad compartida entre el gobierno del presidente al-Atassi y el consejo militar dirigido por el coronel Shishakli. A pesar de anuncios y intentos de restaurar el orden constitucional, los 5 años de la administración de Shishakli se caracterizaron por inestabilidad política. Entre 1950 y 1951, el parlamento sirio estableció 7 coaliciones gubernamentales, alternando entre las lideradas por el Partido Nacional y las lideradas por su rival, el Partido Popular. Además, Shishkali actuó rápidamente para impedir una potencial unión entre Siria e Irak. También reforzó los lazos de Siria con Arabia Saudita y Egipto, al mismo tiempo que se distanciaba de Irak.
En noviembre de 1951, el presidente Hashim al-Atassi pidió a Maarouf al-Dawalibi que formara un gobierno. Previamente, Adib Shishakli había impuesto un dominio no oficial, por el cual los gobiernos nombraban a un oficial militar como ministro de Defensa para mantener la influencia militar. Sin embargo, Dawalibi se opuso a la influencia de los oficiales y frecuentemente los culpó por la situación del país. Después de nombrar a un civil para el cargo, Shishakli realizó el golpe de Estado de 1951, en el que detuvo al primer ministro Dawalibi y forzó a todo el gobierno a renunciar.